# Fordongianus
Fordongianus – miejscowość i gmina we Włoszech, w regionie Sardynia, w prowincji Oristano. Graniczy z Allai, Busachi, Ghilarza, Ollastra, Paulilatino, Siamanna, Siapiccia i Villanova Truschedu.
Według danych na rok 2004 gminę zamieszkiwało 1057 osób, 27,1 os./km².